# 新界區專線小巴2號線
新界區專線小巴2線，由西貢（1、2號）（專線）小巴有限公司營辦，來往西貢（宜春街）及蠔涌。此路線另設有西貢（宜春街）往界咸的特別循環班次、及由北港開往西貢（宜春街）的早上繁忙時間特別班次。

## 歷史
本路線提供往來西貢市、北港、白沙灣、匡湖居及蠔涌的專線小巴服務，早於1979年政府推出新界專線小巴時，於當年6月8日招標16組共33條專線小巴路線，本路線為其中一條（與往來西貢至德福花園的新界區專線小巴1號線編為同一組），於1979年11月18日起投入服務。1987年12月9日，西貢總站遷往L7路（即年春街）。其後西貢總站曾遷往萬年街。但於2001年1月7日為配合運輸署於西貢萬年街及市場街實施的行人專用區試驗計劃，西貢市中心總站遷回宜春街。同年1月21日便增設特別班次循環來往西貢（宜春街）及界咸。同年5月1日起接受八達通卡付款。

## 服務時間
| 日期                               | 服務時間    | 班次       |
| 由西貢開出                         | 由西貢開出  | 由西貢開出 |
| ---------------------------------- | ----------- | ---------- |
| 每日                               | 05:30-20:15 | 15-30分鐘  |
| 由蠔涌開出                         |             |            |
| 每日                               | 05:30-20:15 | 15-30分鐘  |
| 西貢（宜春街）往界咸的特別循環班次 |             |            |
| 每日                               | 06:15-20:15 | 30分鐘     |
| 特別班次由北港開出                 |             |            |
| 每日                               | 07:30-10:00 | 30分鐘     |

## 用車
此路線目前使用44部豐田Coaster及8輛廈門金旅XML6701J18，並與1、1A、1S、7及9線共用車隊。每輛車均有其獨立車隊編號。
有需要時，亦會與109M線共用車隊。
Template:新界1／2／7／9系用车列表

## 收費
- 全程收費：$7.2（往返界咸）／$5.9（往返蠔涌）
  - 界咸往返匡湖居：$5.7

| - 此路線大小同價。 - 65歲或以上長者使用長者或個人八達通（包括「樂悠咭」），合資格殘疾人士使用「殘疾人士身份」個人八達通，以及60至64歲香港居民使用「樂悠咭」繳付車資，均可享有每程劃一$2.0的政府長者及合資格殘疾人士公共交通票價優惠計劃。 - 乘客可以現金或八達通卡於上車時付款，不設找贖。 - 繳付車資前請向司機揚聲，否則需付全費。 |

## 行車路線
常規班次
- 往蠔涌途經：宜春街、普通道、西貢公路及蠔涌路
- 往西貢途經：蠔涌路、西貢公路、普通道、萬年街、年春街及宜春街

特別班次
- 界咸特別班次途經：宜春街、普通道、西貢公路、蠔涌路、西貢公路、普通道、萬年街、年春街及宜春街
- 北港特別班次途經：西貢公路、普通道、萬年街、年春街及宜春街

蠔涌路為鄉郊路段，不影響行車安全時沿途皆可上落客。

## 外部連結
- 運輸署：新界區專線小巴第2號線之路線資料及獲准上落客地點
- 運輸署：新界區專線小巴第2號線之路線資料及獲准上落客地點（北港特別班次）
- 運輸署：新界區專線小巴第2號線之路線資料及獲准上落客地點（界咸特別班次）